# Come an' Get It
Come an' Get It е четвъртият студиен албум на британската хардрок група Уайтснейк, издаден през 1981 г. По това време е албумът на Уайтснейк с най-високи позиции в класациите във Великобритания, достигащ № 2, изпреварен само от Kings of the Wild Frontier на Adam and the Ants.
Don't Break My Heart Again и Would I Lie to You биват издадени само като сингли, като първият стига до UK Top 20.
EMI издава римастър CD през 2007 г., като добавя шест бонус песни – основно миксове.

## Обложка
Обложката на Come an' Get It е създадена от британския художник Малкълм Хортън. С него се свързва стар приятел – Джон Уорд, който по това време е мениджър на Whitesnake. По негови думи групата не харесва никоя от идеите за обложка, които предлага EMI, лейбълът, с който те работят, затова предлага да включат Уорд.
Групата се съгласява и провеждат среща за обсъждане на идеи. Последният вариант на обложката е бяла змия, хваната в капан в стъклена ябълка на предната корица, а на обратната страна стъклената ябълка е натрошена и змията е пусната на свобода, тъй като „силата на съблазняването/изкушението очевидно е твърде силна“. Устата на змията всъщност изобразява вагина. Въпреки това, не предизвика толкова противоречия, колкото скандалната корица на втория албум на групата, Lovehunter (1979). Хортън казва за ексцентричната обложка:
„Нещо, за което винаги ме питат, е устата на змията. По това време ни се струваше правилно да й придадем, как да кажа, „сексуален елемент“. Отначало изпитах известно опасение как ще бъде приет и дали ще бъде приемлив. Чувствах, че в контекста на всички елементи Come an’get it – ябълка, изкушение, съблазън, всичко изглежда работеше. За щастие се получи и даде предимство на парчето. Американският пазар обаче мислеше по различен начин и очевидно устата беше премахната!!“
Преработеното през 2007 г. преиздание на EMI променя устата, за да прилича повече на змийски език.

## Издаване и промотиране

### Комерсиален успех
В рамките на дебюта си, Come an' Get It достига No. 2 в чартовете във Великобритания, най-добрият дебют в дискографията на групата в родната им страна, но не достига върха заради Kings of the Wild Frontier на Adam and the Ants. В крайна сметка той остава 23 седмици нагоре в класациите. Албумът влиза в чартовете на 7 държави – Финландия достига No. 3, Германия - No. 20, Япония - No. 41, Норвегия - No. 26, и Швеция - No. 24. В САЩ албумът дебютира само на чарта Billboard 200 с No. 151 и за разлика от предишния им албум Ready an Willing се задържа 6 седмици.
Албумът е със сертифициран от BPI сребърен статут от 27 април 1981 г., а по-късно достига и злато (100,000 копия) на 16 септември 1981 г. Албумът също получава златна награда и от RIAJ през 1981 г., и прави това първата сертификация на групата извън родната им страна.

### Турнета
Групата за първи път тръгва на промоционално турне на 14 април 1981 г. Изпълнението оглавява албума на Били Скуиър от 1981 г. Don't Say No по това време. След това към тях се присъедини хедлайнерът на британската хевиметъл група Джудас Прийст, World Wide Blitz Tour заедно с други изпълнители с Айрън Мейдън и Foghat съответно през юли до август. Турнето включва и първата им изява в изпълнение на Monsters of Rock в Castle Donington на 22 август 1981 г., оглавено от Ей Си/Ди Си. Турнето приключва на 12 декември 1981 г. в Stadthalle Freiburg, разположен във Freiburg im Breisgau, Германия, и продължава около пет месеца.

### Трак лист
| No. | Заглавие                   | Текст                                       | Времетраене |
| --- | -------------------------- | ------------------------------------------- | ----------- |
| 1.  | Come an' Get It            | Дейвид Ковърдейл                            | 3:59        |
| 2.  | Hot Stuff                  | Ковърдейл, Мики Мууди                       | 3:22        |
| 3.  | Don't Break My Heart Again | Ковърдейл                                   | 4:03        |
| 4.  | Lonely Days, Lonely Nights | Ковърдейл                                   | 4:16        |
| 5.  | Wine, Women an' Song       | Ковърдейл, Мууди, Марсден, Мъри, Лорд, Пейс | 3:45        |

| No. | Заглавие           | Текст                     | Времетраене |
| --- | ------------------ | ------------------------- | ----------- |
| 6.  | Child of Babylon   | Ковърдейл, Марсден        | 4:48        |
| 7.  | Would I Lie to You | Ковърдейл, Мууди, Марсден | 4:29        |
| 8.  | Girl               | Ковърдейл, Марсден, Мъри  | 3:55        |
| 9.  | Hit an' Run        | Ковърдейл, Мууди, Марсден | 3:23        |
| 10. | Till the Day I Die | Ковърдейл                 | 4:23        |

| No. | Заглавие                                                 | Текст                     | Времетраене |
| --- | -------------------------------------------------------- | ------------------------- | ----------- |
| 11. | Child of Babylon (Alternate rough mix)                   | Ковърдейл, Марсден        | 4:28        |
| 12. | Girl (Alternate rough mix)                               | Ковърдейл, Марсден, Мъри  | 4:07        |
| 13. | Come an' Get It (Alternate rough mix)                    | Ковърдейл                 | 3:59        |
| 14. | Lonely Days, Lonely Nights (Alternate version/rough mix) | Ковърдейл                 | 4:13        |
| 15. | Till the Day I Die (Rough mix)                           | Ковърдейл                 | 4:44        |
| 16. | Hit an' Run (Backing track)                              | Ковърдейл. Мууди, Марсден | 3:18        |

### Екип
Адаптирано от вложката на албума.
Whitesnake
- Дейвид Ковърдейл – вокал
- Мики Муди – китара, беквокал, voice box (Hit an' Run), Акустична китара (Till the Day I Die)
- Бърни Марсдън – китари, беквокал
- Нийл Мъри – Бас китара
- Иън Пейс – ударни
- Джон Лорд – кийборд

#### Технически
- Мартин „Сър Лари“ Бърч – продуцент, инженер, миксинг
- Грег Фулгинити – ремастеринг (от Artisan Sound Recorders) (1987 Geffen Records reissue)

#### Дизайн
- Малкълм „Магнит“ Хортън – илюстрации, album art, концепция на обложките, координация на иждаването
- Fin Costello – фотографии

#### Преиздание
- Дейвид Ковърдейл, Michael McIntyre – продуцент
- Джо Брукс, Либи Джоунс, Найджъл Рийв – проект и A&R координация (в ретроспекция за EMI)
- Кох Хейсби и Пол Кокс – допълнителни снимки
- Джеф Бартън – sleeve notes
- Хю Гилмор – кавър ремастеринг
- Питър Мю – ремастеринг (от Abbey Road Studios в Лондон)

| Chart (1981                           | Peak position |
| ------------------------------------- | ------------- |
| Finland (The Official Finnish Charts) | 3             |
| German Albums (Offizielle Top 100)    | 20            |
| Japanese Albums (Oricon)              | 41            |
| Norwegian Albums (VG-lista)           | 26            |
| Swedish Albums (Sverigetopplistan)    | 24            |
| UK Albums (OCC)                       | 2             |
| US Billboard 200                      | 151           |

| Chart 2007               | Peak position |
| ------------------------ | ------------- |
| Japanese Albums (Oricon) | 143           |

| Chart 1981       | Peak potision |
| ---------------- | ------------- |
| UK Singles (OCC) | 17            |

| Chart 1981       | Peak position |
| ---------------- | ------------- |
| UK Singles (OCC) | 37            |

##### Сертификация
| Region               | Certification | Certified units/sales |
| -------------------- | ------------- | --------------------- |
| United Kingdom (BPI) | Gold          | 100,000^              |
| Japan (RIAJ)         | Gold          | 100,000^              |